# Hippocampus japapigu
Hippocampus japapigu — вид морських коників, що описаний у 2018 році.

## Поширення
Вид відомий лише з типового місцезнаходження. Три особини були спіймані поблизу острова Хатідзьо в архіпелазі Ідзу на сході Японського архіпелагу. Зразки знайдені серед коралових рифів на глибині 11 м.

## Опис
Один з найменших представників родини. Тіло завдовжки 13-14 мм. На спині у всіх карликових морських коників є схожі на крила структури, причому більшість мають дві пари, а Hippocampus japapigu — всього одну. Крім того, як пояснюють дослідники, новий вид відрізняється помітним білим і коричневим сітчастим патерном в забарвленні голови, тулуба і хвоста.